# Hieracium dacicum
Hieracium dacicum es una especie de planta con flor del género Hieracium, de la familia Asteraceae, orden Asterales.

## Distribución
Hieracium dacicum se distribuye por Rumania.

## Taxonomía
Fue descrita científicamente por Uechtr. Fue publicada en Oesterr. Bot. Z.